# Golfo di Urabá
Il golfo di Urabá è la zona più meridionale del mar dei Caraibi, situato a est della frontiera tra Panama e Colombia. È parte del golfo di Darién e si estende a sud tra punto Caribana e il cabo Tiburón, includendo la città portuale di Turbo. L'Atrato è tra i principali fiumi a sfociare in questo golfo. In questa zona si verificano le maggiori precipitazioni di tutto il continente americano. Come l'intero golfo di Darién, questa zona fu luogo d'insediamento della Compagnia di Darién, infruttuoso tentativo di colonizzazione dell'America da parte degli scozzesi del XVII secolo.